# مارتن كاسيريس
خوزيه مارتن كاسيريس سيلفا (بالإسبانية: José Martín Cáceres) (مواليد مونتيفيديو، أوروغواي ؛ 7 أبريل 1987) هو لاعب كرة قدم أوروغوياني يلعب حاليا كمدافع لنادي لوس أنجلوس غلاكسي في الدوري الأمريكي ومنتخب أوروغواي لكرة القدم.

## مسيرته الكروية

### سنواته المبكرة
بدأ كاسيريس مسيرته الاحترافية مع ديفينسور سبورتينغ، وانضم سريعاً للفريق الأول في سنة مبكرة، وفي أول مواسمه مع الفريق الأول تمكن من المشاركة في جميع مباريات الفريق، وفي فبراير 2007، وافق كاسيريس على الانتقال لفياريال الإسباني وتم الانتقال في يوليو 2007.
وصل كاسيريس إلى فياريال وهناك تم إرساله فوراً على سبيل الإعارة إلى ريكرياتيفو الإسباني، وكان ثاني أكثر اللاعبين مشاركة في موسم 2007/08 حيث لعب لـ 2988 دقيقة، خلف المدافع البرتغالي بيتو، وساعد كاسيريس فريقه على البقاء في الدرجة الاولى بعدما احتلوا المركز 16 في جدول الترتيب، بعد انتهاء فترة إعارته وعلى الرغم من مستواه المتميز في فترة إعارته فإنه لم يلعب لفياريال.

### اللعب مع الكبار
انضم كاسيريس إلى برشلونة بعدما اشترى الأخير بطاقته كاملةً من فياريال مقابل 16.5 مليون يورو، ووضع في عقد اللاعب شرطاً جزائياً لفسخ العقد يبلغ 50 مليون يورو، وخلال موسمه الوحيد في كامب نو، لم يتمكن كاسيريس من اثبات نفسه وبالتالي كانت مشاركاته قليلة جداً، ويرجع ذلك إلى الإصابة التي حرمته من اللعب ثم كانت القرارات الفنية عائقاً أمام مشاركته مع برشلونة حتى بعد شفائه، فـ كان كاسيريس الخيار الرابع على دكة برشلونة خلف كل من رافاييل ماركيز، جيرارد بيكي وكارلوس بويول.
في أغسطس 2009، تم إعارة كاسيريس إلى يوفنتوس الإيطالي، مع أحقية النادي الإيطالي بشراء كاسيريس مقابل 11 مليون يورو، بالإضافة إلى مليون يورو كبونص، وكان أول ظهور لكاسيريس في المباريات الاستعدادية أمام فريقه السابق فياريال, بعد أن شارك كبديل لـ جوناثان زيبينا الظهير الأيمن لليوفنتوس.
بدأ كاسيريس مشواره في بطولة الدوري مع اليوفنتوس، على أحسن ما يرام، حتى أنه سجل في المباراة الثالثة هدفاً ضد نادي لاتسيو في المباراة التي انتهت 2-0 لمصلحة اليوفنتوس، واعتمد عليه المدرب تشيرو فيرارا كخيار أساسي، إلا أن مارتن تعرض لإصابة أبعدته عن الملاعب لمدة طويلة.

### العودة إلى إسبانيا
في أغسطس 2010، عاد كاسيريس إلى إسبانيا بعدما فشل مسؤولو اليوفنتوس في إقناع برشلونة بشراء كامل بطاقة كاسيريس بمبلغ أقل من 11 مليون المتفق عليها في الصفقة، وهناك تمت إعارة مارتن إلى نادي إشبيلية لمدة موسم واحد مع خيار الشراء، وهناك وجد كاسيريس مساحة جيدة له ليبرز ما لديه، خصوصاً بعد انتقال الظهير الأيمن الأساسي للفريق الأندلسي عبد الله كونكو إلى نادي جنوة الإيطالي في يناير 2011.
في مايو 2011، تعرض كاسيريس لعرقلة من قبل مايكل جاكوبسن لاعب نادي ألمرية، تعرض على إثرها لجروح بليغة، وكان التقييم الأولي يشير إلى غياب مارتن طيلة الفترة المتبقية من الموسم، لكن تمكن مارتن من العودة سريعاً والمشاركة مع فريقه في آخر مباراتين من الموسم، اللتين كانتا حاسمتين للفريق الأندلسي من أجل ضمان التأهل لالدوري الأوروبي.
و بعد موسمه المميز فعّل نادي إشبيلية حقه بشراء بطاقة مارتن من برشلونة مقابل 3 ملايين يورو، بالإضافة إلى 1.5 مليون كبونص، وبعد نصف موسم مع نادي إشبيلية عاد كاسيريس إلى اليوفنتوس على سبيل الإعارة مع أحقية الشراء.

### العودة لليوفنتوس
في فبراير 2012، سجل كاسيريس مشاركته الأولى مع اليوفنتوس في فترته الثانية في تورينو، لعب لمدة 90 دقيقة كاملة وشارك في الفوز الذي حققه اليوفنتوس على إيه سي ميلان 2-1، وكان هو صاحب الهدفين، وفي 25 مارس شارك كاسيريس وأحرز أول أهدافه في الكالشيو في مرمى إنتر ميلان بعدما حول ركنية أندريا بيرلو برأسه إلى الشباك، ليفتتح الطريق أمام فريقه للفوز على إنتر ميلان 2-0، في مايو 2012، حقق كاسيريس بطولة الكالشيو مع فريقه وتم بعد ذلك شراء عقده بشكل دائم من نادي إشبيلية ووقع على عقد يربطه باليوفنتوس لمدة أربع مواسم.

### مسيرته الدولية
شارك كاسيريس مع منتخب بلاده تحت 20 سنة، في نهائيات كأس العالم للشباب في كندا 2007، وشارك كأساسي ووصل مع منتخب بلاده إلى الدور الثمن نهائي، قبل أن تتم تسميته أفضل مدافع شاب في بطولة أمريكا الجنوبية للشباب، لمساعدة فريقه بالوصول إلى المركز الثالث.
شارك كاسيريس للمرة الأولى مع المنتخب الاول في سبتمبر 2007، كان ذلك ضد جنوب أفريقياجنوب أفريقيا في جوهانسبرغ، وفي 2010 تم استدعاءه من قبل أوسكار تاباريز لقائمة الـ 23 لاعب المشاركة في كأس العالم 2010، وشارك في مباراة النصف نهائي أمام هولندا ومباراة تحديد المركز الثالث أمام ألمانيا والتي خسر منتخب أوروغواي كلتا المباراتين.
مع فوسيل شارك كاسيريس في بطولة كوبا أمريكا 2011 التي أقيمت في الأرجنتين، ولعب خمس من أصل 6 لقاءات في خانة الظهير الأيمن، ونالوا لقب البطولة بعد فوزهم على غريمهم منتخب باراغواي.

## روابط خارجية
- مارتن كاسيريس على موقع الاتحاد الدولي (مؤرشف)  (الإنجليزية)
- مارتن كاسيريس على موقع الاتحاد الأوربي (الإنجليزية)
- مارتن كاسيريس على موقع الدوري الأمريكي (الإنجليزية)
- مارتن كاسيريس على موقع قاعدة بيانات كرة القدم.إي يو (الإنجليزية)
- مارتن كاسيريس على موقع ناشيونال فوتبول تيمز (الإنجليزية)
- مارتن كاسيريس على موقع Soccerbase.com (لاعب) (الإنجليزية)
- مارتن كاسيريس على موقع Soccerway.com (الإنجليزية)
- مارتن كاسيريس على موقع عالم كرة القدم.نت (الإنجليزية)
- مارتن كاسيريس على موقع AS.com (الإسبانية)